# 因为遇见你
《因为遇见你》（英語：Because Of You），2017年中国偶像剧，改编自韓劇《來了！張寶利》，2016年5月至9月拍攝。由孙怡、邓伦、吴优、代超领衔主演。该剧起初是安徽卫视2017年节目招商巡礼的电视剧之一，但因故最终由湖南卫视截胡买断一轮首播权，于2017年3月2日登陆湖南卫视金鹰独播剧场全国播映。

## 劇情
「你只不過是我媽從路邊撿回來的一個野孩子，你憑什麼跟我爭啊？」— 張雨欣
「你抓緊時間得意吧！我會奪回屬於我的東西！」— 金依蓓（張果果）
讲述生活在西屏的馄饨店，却拥有惊人刺绣天賦的神秘身世少女金依蓓（張果果），如何在時尚圈逆袭的成長励志故事。
在西屏的小玉餛飩店長大的女孩金依蓓（張果果）（孫怡飾），是鎮上的送餐小妹，果果雖然沒有很高的學歷，但她熱情，爽朗的性格贏得了鄰里們的喜愛。眾人不知道的是，果果本是著名的蘇繡工坊金縷閣繡掌二兒媳的女兒，因為意外，陰差陽錯地在西屏的小玉餛飩店長大。她對刺繡有著獨特的天賦，雖然一度被王愛玉（郭虹飾）反對，但她憑藉堅持和刻苦，獲得了眾人的認可，並有機會進入刺繡世家金縷閣學習。
果果感恩帶大自己的王愛玉，故而將王愛玉的親生女兒張雨欣（吴优飾）一併視作自己的親人。未料，雨欣偶然間成為果果親生母親徐卉婕（潘儀君飾）的徒弟，她將留學海外學到的設計理念融入到刺繡中，成為了果果強勁的對手。在兩人共同追隨夢想的道路上，分別與一對兄弟李雲哲（代超飾），李雲愷（鄧倫飾）擦出愛的火花。在名利面前，雨欣迷失自我，而果果任憑挫折打磨，依然不改學刺繡的初心。最終，果果用善良之心喚醒了所有人的良知，同時也在刺繡上成就了一番作為並得到了幸福。

## 播出时间
| 频道                   | 所在地   | 播映日期       | 播出时间                                                 | 备注     |
| ---------------------- | -------- | -------------- | -------------------------------------------------------- | -------- |
| 湖南卫视               | 中国     | 2017年3月2日   | 星期日至四 19:40 - 21:40 /星期五至六 19:40 - 20:30       | 删减版   |
| 江西卫视               | 中国     | 2017年5月2日   | 每晚 19:30 - 21:15                                       | 完整版   |
| 八大第一台             | 臺灣     | 2017年7月14日  | 星期一至五 20:00                                         | 完整版   |
| 高點綜合台             | 臺灣     | 2019年5月12日  | 星期日22：00～00：00                                     | 完整版   |
| Astro AEC Astro AEC HD | 马来西亚 | 2017年9月19日  | 星期一至五 19:00 - 20:00                                 |          |
| 廣東廣播電視台珠江頻道 | 中国     | 2017年7月27日  | 星期一至五 19:00 - 20:00 星期六至日 20:00 - 21:00        | 粤语配音 |
| 城市電視               | 加拿大   | 2018年11月13日 | 星期一至五 14:00-14:50 重播 18:30-19:30 重播 22:35-23:30 |          |
| MCOT HD                | 泰國     | 2020年3月10日  | 星期一星期二星期三 23:05 - 00:00 23:05 - 00:00           |          |

## 演员列表

### 主要演员
| 演員              | 角色                 | 原剧角色             | 介紹 |
| 孙怡 幼年：王芷璇 | 張果果 金依蓓 金果果 | 張寶利 都寶利 張恩菲 | 張雨欣无血缘关系的妹妹，刺綉世家金縷閣唯一的繼承人 霸道粗糙的“泡麵頭女孩”，卻有一雙能繡出天下至美的巧手，一面是刺繡名家的金家大小姐。一面是霸道粗糙的餛飩店“泡麵頭女孩”，最后跟金家相认，成為刺綉世家金縷閣唯一的繼承人。后與云恺結婚，李乐童的養母，收養著李乐童，李乐童稱她為媽媽。 |
| 邓伦 幼年：黄天崎 | 李雲愷               | 李在華               | 李雲哲同父異母的弟弟，张果果（金依蓓）的童年玩伴兼歡喜寃家 逗痞浪蕩的“緋聞發動機”，卻也是為民發聲的正義律師，17年的等待，只為與他青梅竹馬的那個她。后与張果果一起收養李乐童，乐童稱他為爸爸。                                                                                         |
| 吴优 幼年：李尚恩 | 张雨欣               | 延敏靜 都敏靜        | 张果果（金依蓓）无血缘关系的姐姐 自私自利的心機女，認為人必須有錢才有尊嚴，才有活下去的必要。張雨欣氣質溫婉優雅，乍看之下會令人覺得是柔弱而善良的小白兔，但內心深處卻有著強烈的狼子野心，為了金錢、名譽，可以不擇手段，把親情、愛情都踩在腳下。                                       |
| 代超 幼年：陈旭   | 李雲哲               | 李在熙               | 李雲愷同父異母的哥哥 “一切只為成功的魔鬼男”，每做一件事都必須經過徹底的計算和計劃的心思縝密男。作為時創集團的二把手，他處事非常理性，個性非常冷淡，也對贏得財富和名譽信心滿滿。 |

### 金家（金缕阁）
| 演員   | 角色          | 原剧角色             | 介紹 |
| 吳竞   | 董麗君        | 金守美               | 张果果（金依蓓）的親生奶奶 刺繡世家金縷閣的老繡掌，大器持重，同時通情達理。在蘇繡上有舉足輕重的地位。一開始她偏愛大兒媳宋秀華，覺得她賢良淑德，想讓她擔任金縷閣的繡師，但後來被二兒媳徐卉婕誤導，將大兒子金志達車禍身亡的責任歸咎於宋秀華。極為疼愛孫女金依蓓，在金依蓓失踪後苦苦尋找。後收張果果為繡徒，傳授她蘇繡技藝。   |
| 刘敏涛 | 宋秀华        | 宋玉秀               | 张果果（金依蓓）的大伯母，李雲愷的小姨 溫婉善良的金家大媳婦，與世無爭，只求安心刺繡。但當她發現妯娌徐卉婕人品不佳時，決定不能讓她做金縷閣的繡師。刺繡理念上，淡泊名利，遵循婆婆董麗君的教導，是一名守成者。 |
| 潘仪君 | 徐卉婕        | 金仁荷               | 张果果（金依蓓）的親生媽媽 金家二媳婦，因為17年前的車禍，讓她失去了最愛的女兒，並間接害死了她的大伯。17年裡活在痛苦自責與仇恨中，其後不知道張果果就是女兒金依蓓，所以處處刁難她。 |
| 罗刚   | 金志明        | 張秀峰               | 张果果（金依蓓）的親生父親 善良衝動，董麗君的二兒子，藝術學院的美術教授，將金依蓓視為掌上明珠的顧家男。他認為徐卉婕整天忙著刺繡，疏忽了對女兒的照顧，不能稱之為合格的母親，於是趁著美國大學提供的契機而要求舉家去國外定居，但被徐卉婕拒絕，要求繼續自己的刺繡事業，金志明不滿一度提出離婚。金依蓓失踪後17年來一直尋找女兒。 |
| 李昊翰 | 金志达        | 張熙峰               | 张果果（金依蓓）的大伯父 開朗風趣，董麗君的大兒子，一路幫助妻子宋秀華完成刺繡事業，全力支持其精鑽刺繡，金志達對妻子的濃濃愛意，成為其刺繡事業上的強力支柱。在陪宋秀華去無錫尋找崔老師的途中，不幸遭遇車禍，為了保護宋秀華而身亡，令宋秀華一直生活在悔恨中。                                                                 |
| 夏志卿 | 丁伟          | 朴仲夏               | 刺繡世家金縷閣的丁廠長 多年來一直暗戀徐卉婕，並甘願無條件幫助她成為繡掌，確保她的繡掌地位不被動搖。 |
| 王亭文 | 張乐童 李乐童 | 張雨丹 都雨丹 李雨丹 | 陸思琛和張雨欣的親生女兒 出生後被親生母親張雨欣為了上位和過上富貴奢華的生活而狠心拋棄，並患有先天性的聽力障礙。被金依蓓（張果果）視為親女兒並與她一同生活，其後被她改名為樂童，意思是快樂無憂的小孩。 |
| 王彩莉 | 谢老师        | 不適用               | 刺繡世家金縷閣的謝老師 |

### 李家
| 演員   | 角色           | 原剧角色 | 介紹 |
| 趙岩松 | 李海松         | 李東厚   | 宋秀妍及何娟之夫，李雲哲和李雲愷的親生父親 時創集團創辦人，常常為李雲愷操心，他的第二任妻子何娟希望他能把生意交給李雲哲繼承。 |
| 郑亚   | 宋秀妍         | 宋美秀   | 李海松的第一任妻子，李雲愷的親生母親 在超級市場買東西時偶遇何娟，並從何娟口中得知自己是她和李海松之間的第三者，其後在超級市場門口突然發生車禍導致身亡。 |
| 趙倩   | 何娟（何金花） | 李華妍   | 李海松的第二任妻子，李雲哲的親生母親，李雲愷之繼母 疼愛親生兒子李雲哲，討厭李雲愷，常常責罵他，並對他百般挑剔。 |
| 李眸   | 李海蘭         | 李正蘭   | 李雲愷的小堂姑姑，江正川之戀人 從小疼愛小姪子李雲愷，在美國學習西方廚藝和甜點製作，認識了江正川並和他相戀，其後因為他失去消息，所以下定決心忘記他。回國後自資開設了比奇雅薄餅店，因為缺乏人手而需要招聘員工，卻沒想到來店裡應聘的竟是她下定決心要忘記的人，事隔多年後再次和他相遇，讓她心情忐忑。 |

### 其他演员
| 演員   | 角色   | 原剧角色 | 介紹 |
| 郭虹   | 王爱玉 | 都惠玉   | 张果果（金依蓓）的養母，張雨欣的親生母親 打扮土氣的農村大媽，在西屏開設小玉餛飩店，性格潑辣。在張雨欣年幼時，由於老公欠下巨額債務後失踪，為了躲避債主，她不得不帶著張雨欣到周莊謀生，在路上駕駛時撞到金依蓓，因車禍導致金依蓓失憶而無奈收養了她，上戶口為她改名為張果果。 |
| 賈景暉 | 江正川 | 姜乃川   | 李海蘭之戀人，张果果（金依蓓）的鄰居 在美國認識李海蘭並和她相戀，後來因犯事而坐牢，所以失去消息，讓李海蘭一直心痛不已。回國後，在一次偶然機會之下，到了李海蘭開設的比奇雅薄餅店應聘工作，因為租房子的關係，和金依蓓（張果果）成為住在同一間房子的鄰居，所以常常被樂童誤稱呼為爸爸和披薩爸爸，讓李海蘭誤會了他和樂童之間的關係。 |
| 李智楠 | 陆思琛 | 文智尚   | 張雨欣之前夫，樂童的親生父親 “痴情背负的复仇者”。从一个痴情单纯的富家少爷，变身为冷漠的复仇者。陆思琛本是富家公子，不谙世事，优柔寡断，对大学同学张雨欣痴情一片，毕业后立即和她结婚，却不想家族企业突然破产。张雨欣為上位而向他提出离婚，同时还声称要打掉孩子，陆思琛一时冲动，却被雨欣诬告骚扰而身陷囹圄，错过了见父亲的最后一面，他內心對张雨欣充滿仇恨。樂童和他十分投緣，但不知道他是自己的親生父親，常稱呼他為玩具叔叔及玩具爸爸。 |
| 夏陽陽 | 許曉琴 | 李英淑   | 张果果（金依蓓）在西屏長大的好友 開朗丈義，喜歡幫助張果果，視李雲凱為男神，並戀上他。後來當她發現好友張果果和李雲凱成為情侶時，馬上和張果果反目，因為她不能接受張果果把李雲愷搶走。最终因另一半欠債被張雨欣威脅假冒金依蓓但又怕被發現而跑路。 |
| 倪景阳 | 吴丽莎 | 蔡宥羅   | 影視女明星 因未婚懷孕被張雨欣抓住把柄，為了在影展上穿上華麗的服裝，所以選擇穿上張雨欣設計的裙子，其後因身體敏感需要馬上送醫院。 |
| 戴墨   | 王巍   |          | 時創集團的秘書，陸思琛讀書時的同學 踏实勤恳，不仅为李氏的家族生意保驾护航，更是董事长身边的得力助手，搞得定工作，劝得了吵架，明白李雲哲表面上是擁有一切，但內心弧獨，常勸陸思琛到此為止。 |

## 电视剧歌曲
| 曲序 | 曲目                 |        | 作曲   | 演唱         |
| ---- | -------------------- | ------ | ------ | ------------ |
| 1.   | 线（片头曲）         | 艾丽雅 | 艾丽雅 | 刘惜君       |
| 2.   | 因为遇见你（片尾曲） | 徐云霄 | 徐云霄 | 阿悄、朱元冰 |
| 3.   | 开始想你了（插曲）   | 常定晨 | 常定晨 | 董又霖       |
| 4.   | 什么样的爱情（插曲） | 刘恩汛 | 林德龙 | 张阳阳       |
| 5.   | 遇见你（插曲）       | 小乔   | 格非   | 牛奶咖啡     |

## 收視率
| 中国 湖南卫视 首播收视率 |               |             |             |             |           |           |           |           |           |           |                           |
| 集數                     | 播出日期      | CSM52城市网 | CSM52城市网 | CSM52城市网 | CSM全国网 | CSM全国网 | CSM全国网 | CSM16省网 | CSM16省网 | CSM16省网 | 備註                      |
| 集數                     | 播出日期      | 收視率      | 收視份額    | 排名        | 收視率    | 收視份額  | 排名      | 收視率    | 收視份額  | 排名      | 備註                      |
| 1-2                      | 2017年3月2日  | 0.702       | 2.159       | 5           | 1.04      | 3.43      | 3         | 1.03      | 3.03      | 2         |                           |
| 3                        | 2017年3月3日  | 0.701       | 2.101       | 4           | 1.41      | 4.3       | 1         | 1.366     | 3.675     | 1         |                           |
| 4                        | 2017年3月4日  | 1.069       | 3.081       | 1           | 1.95      | 5.78      | 1         | 1.984     | 5.163     | 1         |                           |
| 5-6                      | 2017年3月5日  | 1.192       | 3.524       | 1           | 1.87      | 6.05      | 1         | 1.869     | 5.417     | 1         |                           |
| 7-8                      | 2017年3月6日  | 1.179       | 3.68        | 1           | 1.94      | 6.48      | 1         | 1.899     | 5.636     | 1         |                           |
| 9-10                     | 2017年3月7日  | 1.39        | 4.31        | 1           | 2.26      | 7.54      | 1         | 2.025     | 6.601     | 1         |                           |
| 11-12                    | 2017年3月8日  | 1.266       | 4.052       | 1           | 2.15      | 7.33      | 1         | 2.156     | 6.603     | 1         |                           |
| 13-14                    | 2017年3月9日  | 1.407       | 4.377       | 1           | 2.53      | 8.37      | 1         | 2.359     | 7.002     | 1         |                           |
| 15                       | 2017年3月10日 | 1.347       | 3.968       | 1           | 2.57      | 7.57      | 1         | 2.817     | 7.288     | 1         |                           |
| 16                       | 2017年3月11日 | 1.61        | 4.739       | 1           | 2.66      | 8.09      | 1         | 2.528     | 6.843     | 1         |                           |
| 17-18                    | 2017年3月12日 | 1.951       | 5.705       | 1           | 3.11      | 9.75      | 1         | 2.892     | 8.241     | 1         | CSM52城单集收视破2        |
| 19-20                    | 2017年3月13日 | 1.912       | 5.86        | 1           | 3.15      | 10.13     | 1         | 2.922     | 8.46      | 1         |                           |
| 21-22                    | 2017年3月14日 | 1.796       | 5.525       | 1           | 2.96      | 9.58      | 1         | 2.699     | 7.883     | 1         |                           |
| 23-24                    | 2017年3月15日 | 1.998       | 6.088       | 1           | 3.23      | 10.21     | 1         | 3         | 8.664     | 1         |                           |
| 25-26                    | 2017年3月16日 | 2.098       | 6.475       | 1           | 3.53      | 11.57     | 1         | 暫缺      | 暫缺      | 暫缺      | 數據缺海口、三亞          |
| 27                       | 2017年3月17日 | 1.931       | 5.751       | 1           | 3.413     | 10.215    | 1         | 2.976     | 8.042     | 1         | 全国网收视排名不含央视    |
| 28                       | 2017年3月18日 | 1.955       | 5.838       | 1           | 3.553     | 10.65     | 1         | 3.569     | 9.509     | 1         | 全国网收视排名不含央视    |
| 29-30                    | 2017年3月19日 | 2.308       | 6.75        | 1           | 3.796     | 11.733    | 1         | 暂缺      | 暂缺      | 暂缺      | 全国网收视排名不含央视    |
| 31-32                    | 2017年3月20日 | 2.355       | 7.305       | 1           | 3.85      | 12.35     | 1         | 3.627     | 10.494    | 1         |                           |
| 33-34                    | 2017年3月21日 | 2.497       | 7.692       | 1           | 4.41      | 13.89     | 1         | 4.336     | 12.276    | 1         |                           |
| 35-36                    | 2017年3月22日 | 2.733       | 8.467       | 1           | 4.57      | 12.34     | 1         | 4.426     | 12.292    | 1         | CSM52城單集收視破3        |
| 37-38                    | 2017年3月23日 | 2.583       | 7.699       | 1           | 4.32      | 13.48     | 1         | 4.059     | 11.432    | 1         |                           |
| 39                       | 2017年3月24日 | 2.504       | 7.33        | 1           | 4.36      | 12.8      | 1         | 4.468     | 11.415    | 1         |                           |
| 40                       | 2017年3月25日 | 2.507       | 7.627       | 1           | 4.09      | 12.7      | 1         | 4.078     | 11.187    | 1         |                           |
| 41-42                    | 2017年3月26日 | 2.609       | 8.018       | 1           | 4.12      | 13.33     | 1         | 3.859     | 11.304    | 1         |                           |
| 43-44                    | 2017年3月27日 | 2.718       | 8.481       | 1           | 4.38      | 14.39     | 1         | 4.213     | 12.343    | 1         | CSM52城數據缺銀川         |
| 45                       | 2017年3月28日 | 2.911       | 8.665       | 1           | 4.84      | 15.56     | 1         | 4.61      | 13.666    | 1         |                           |
| 46                       | 2017年3月29日 | 3.046       | 9.714       | 1           | 4.96      | 16.65     | 1         | 4.771     | 14.761    | 1         |                           |
| 平均收視                 | 平均收視      | 1.93        | 5.88        | 不適用      | 3.26      | 10.33     | 不適用    |           |           | 不適用    | CSM35收视1.841，份额5.512 |

1. 同时段或交叉时段主要节目：
  - CCTV-1：《大秦帝国之崛起》／《热血尖兵》
  - CCTV-8：《破晓》／《青島往事》／《和妈妈一起谈恋爱》
  - 浙江：《鸡毛飞上天》
  - 江苏：《爱，来得刚好》／《鸡毛飞上天》
  - 东方、北京：《黎明决战》／《剃刀边缘》
2. 数据由广视索福瑞提供，调查范围为四岁以上之观众。
3. 以上收视排名包括央视在内。CSM16省网排名不含央视
4. 资料来源：TV未知数、克顿传媒数据中心、卫视这些事儿、卫视走光了、湖南卫视芒果捞